# سامي الجمعان
سامي بن عبد اللطيف الجمعان هو باحثٌ، وكاتبٌ وممثلٌ ومخرجٌ مسرحيٌّ، وشاعرٌ سعودي من مواليد الأحساء بالمملكة العربية السعودية عام 1968م (1388هـ).

## الحياة العلميّة
- حاصل على الدكتوراه من كلية آداب بجامعة الملك سعود، الرياض (2011).[2]
- حاصل على درجة الماجستير بتقدير امتياز مع مرتبة الشرف من كلية الآداب بجامعة البحرين في تخصص الأدب والنقد في السرديات والدراما (2003).[3]
- حاصل على البكالوريوس في اللغة العربية وآدابها من جامعة الملك فيصل، الأحساء (1985).[4]

## الحياة العملية
- رئيس قسم الاتصال والاعلام بكلية الآداب بجامعة الملك فيصل من عام 2015 حتى الآن.[5][6]
- أستاذ المسرح والسرديات المشارك بكلية الآداب بجامعة الملك فيصل بالأحساء.[6][2][7]
- مدير لأنشطة الطلابية بعمادة شئوون الطلاب بجامعة الملك فيصل بالأحساء من 1998 حتى عام 2002.
- عمل مديرا لفرع جمعية الثقافة والفنون بمحافظة الأحساء من عام 2007م حتى عام 2011.[8][9]
- عضو مجلس إدارة جمعية المسرحيين السعوديين وحاصل على أعلى نسبة أصوات من المنتخبين المسرحيين السعوديين في جمعية انتخاب مجلس إدارة الجمعية.[8]
- عضو اللجنة الدائمة لمسرح دول مجلس التعاون الخليجي من العام 2009.[8]
- عضو لجنة تحكيم مهرجان المسرح العربي بالكويت في 2015.[8]

- عضو اللجنة السياحية بغرفة الأحساء التجارية من 2012.
- عضو لجنة السياحة بالغرفة التجارية بمحافظة الأحساء من عام 2014 وحتى الآن.
- عضو اللجنة الاستشارية لسوق عكاظ ابتداء من 2013.

- عضو نادي الأحساء الأدبي.[10]
- مؤسس ورئيس رابطة الإنتاج المسرحي العربي المشترك (ATPA).[11][7]
- رئاسة لجنة تحكيم النسخة الثانية لمهرجان أيام قرطاج لـ«المونودراما» في 2019.[12]
- في 7 مارس 2024م عُين عضواً في مجلس إدار هيئة المسرح والفنون الأدائية.[13]

## إصدارات

### مؤلفات
- أشرف وشارك في مجموعة نصوص من المسرح السعودي الصادر عن الهيئة العربية للمسرح عام 2002.[14]

- «نصوص سامي الجمعان المسرحيّة الأولى»: مجموعة أُصدرت سنة 2004.
- «المسرحية في الأدب العربي» صدر سنة 2005.[3][15]
- «موت المؤلف نص وبيانات مسرحية» صدر سنة 2009.[8][16]

- «حضور ألف ليلة وليلة في المسرح العربي»: دراسة نقديّة أصدرها عن دار القوس بالأردن عام 2004م. وهي عبارة عن رسالة أكاديمية لدرجة الماجستير.[14][14]

- «خطاب الرواية النسائية السعودية وتحولاته»: صدرت عن نادي الرياض الأدبي في طبعتها الأولى عام 2013، وهي عبارة عن دراسة أكاديمية لدرجة الدكتوراة.[4][3]
- «حدث في مكة... ترنيمة إلى أحمد السباعي»: صادرةٌ عن وزارة الثقافة والإعلام وهي مجموعته المسرحية الثانية سنة 2013.[17][18]
- حرر كتاب «في المسرح السعودي» الصادر عن كرسي الأدب السعودية بكلية آداب جامعة الملك سعود بالرياض عام 2013.
- «الظاهر التمثيلية عند العرب» وهو كتيّبٌ ملحقٌ بمجلة المجلة العربية.[3]
- «مسرحة الرموز والتجارب المسرحية العربية»: مشروع تأليف مسرحي.[3]
- «المسرح السعودي: من الريادة إلى التجديد»: صدر عن نادي الأحساء الأدبي ضمن سلسلة إصداراته المعنية بالمنتج الثقافي والأدبي والفني السعودي سنة 2018.[19][20]
- «طاب أيام الشارقة المسرحي من التشكل إلى التحول.. قراءة من خلال مسيرة ربع قرن». صدر عام 2019.[21]

### دراسات وأبحاث
- ورقة بحثية تحت عنوان «تعزيز الوحدة الوطنية بين التقليدية والابتكار في تجربة المسرح السعودي».[22]

له العديد من المقالات والدراسات المنشورة في الصحف والمجلات منها العربية.نت.

## الأعمال

### المسرح
كتب ما يزيد عن 25 نصًّا مسرحيًّا بين مسرحيات موجهة للأطفال والكبار، وبين نثريّة وشعريّة. من أعماله المسرحيّة:
- مسرحيّة «انتحار معلن».[17][24]
- مسرحيّة «جراح بن ساطي»، التي مثلت السعودية في المهرجان العربي بالأردن سنة 2004.[4][14]
- مسرحيّة «الأعشى الكبير» على مسرح سوق عكاظ.[25][26]

### أخرى
- «لواهيب»: مسلسل.[14]
- «حزاوي بيوت»: مسلسل.[14]
- «الصندوق»: سهرة تلفزونية.[14]

### التمثيل
مثّل الجمعان في مسلسلات قليلة منها مسلسل «الدوائر» سنة 1997، وهو من بطولة عبد المحسن النمر، وراشد الورثان وآخرون. وأيضًا في سهرة تلفزيونيّة بعنوان «صديقي»، واعتزل التمثيل بعدها.

### الشعر الغنائي
الجمعان أيضًا شاعرٌ غنائيٌّ كتب لعدّة مغنين خليجيين منهم: أحلام الشامسي (لمدة أربع ألبومات متوالية حصيلتها 7 أعمال)، وجواد العلي، ومحمد البلوشي، وصالح سعد، وراشد الماجد، وحمد الجميري، ورابح صقر.

## الجوائز
- حاز على جائزة وزارة الثقافة للمسرح والفنون الأدائيّة في دورتها الأولى عام 2021 ويعتبر أول مسرحي سعودي يحوز مثل هذه الجائزة الوطنية الكبرى.[31][32]
- حاز على أول جائزة في المسرح السعودي على مستوى الخليج في التمثيل في مهرجان مسرح الشباب الخليجي عام 1987 بالشارقة.[3]
- حاز على جائزة أفضل ثاني إخراج في مهرجان مسرح الشباب الخليجي عام 1993م.
- حاز نصه «والقافلة تسير» على جائزة أفضل نص في مهرجان مسرح الشباب الخليجي عام 1993م.[4]
- حاز على لقب أفضل شاعر في جريدة الرياضي لثلاثة اعوام متتالية وكذلك في مجلة بروز ومجلة الرياضة والشباب.[8]
- حاز على أكثر من تسع جوائز في مجال الإخراج والتاليف المسرحي.[8]
- فاز نصه «حدث في مكة.. ترنيمة إلى أحمد السباعي» عام 2011 م على المركز الثاني في مسابقة تأليف وزارة الثقافة والإعلام.[8][3]
- فاز نصه «موت المؤلف» في مهرجان المسرح السعودي الرابع عام 2007 بجائزة أفضل نص.[8][3]
- فاز نصه «الكرسي» على جائزة التأليف المسرحي لرعاية الشباب سنة 1418.
- فاز نصه «ورقة التوت» بالمركز الثالث في مسابقة وزارة الثقافة السعودية للتأليف المسرحي سنة 2019 وتعتبر الدورة الأولى للمسابقة.[33]
- اختير نصه عن الشاعر الجاهلي الأعشى للمسرحية الرئيسة في مهرجان سوق عكاظ 2013.[3]

## مؤلفات عنه
«بنية التأليف المسرحي السعودي» بين التأصيل والتجريب«سامي الجمعان نموذجاً»، لمؤلفه الدكتور سعيد كريمي، من إصدارات أدبي أبها سنة 2015، وهو من القطع الوسط ويقع في 188 صفحة، وقسّم المؤلف كتابه إلى ثلاثة فصول.